# Xavier De Cock

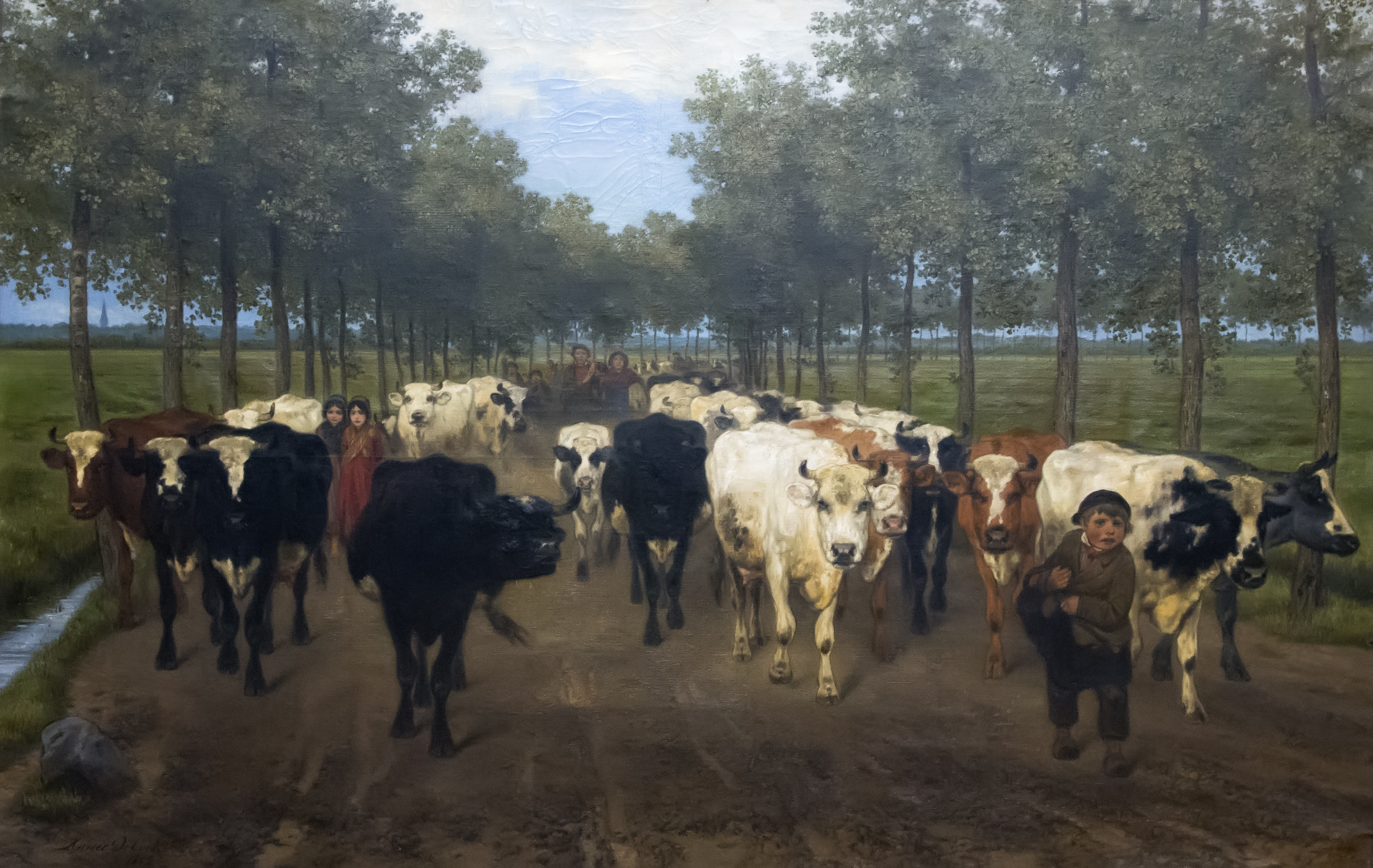
La rue Meers à Gand (1862) - au Musée des beaux-arts de Gand.

Xavier De Cock, né à Gand le 10 mars 1818 et mort à Deurle le 11 aout 1896, est un peintre de scènes de genre, animalier, paysages animés, paysages, aquarelliste belge.

## Biographie
Frère aîné de César De Cock, Xavier De Cock est élève de Ferdinand de Braekeleer à l'École des beaux-arts d'Anvers. Il se forme à l'Académie d'Anvers, copie les maîtres en Hollande, travaille en Ardenne, puis se rend à Paris — il y appelle son frère avec insistance — où il séjourne entre 1852 et 1860. À ses débuts il s'inspire des anciens paysages hollandais. Ses contacts réguliers avec les peintres de Barbizon lui font abandonner la manière méticuleuse de son maître pour s'orienter vers une peinture de sensibilité proche de la leur, et il connaît le succès.
À partir du début des années 1850, il séjourna régulièrement en France avec son frère César. C’est là qu’il découvrit le nouveau sentiment de la nature de l’École de Barbizon, dont son œuvre fut progressivement imprégnée. Bientôt les De Cock, gens simples, grands travailleurs, bons compagnons, sont admis à Paris aussi bien par les organisateurs d'expositions officielles que par les marchands, comme s'ils étaient des Français d'origine.
L'influence de la pléiade des paysagistes et animaliers romantico-réalistes rencontrés à Barbizon — les Dupré, Troyon, Jacque, Daubigny, Millet, Rousseau — se mêle, dans son œuvre, à celle des maîtres du XVIIe siècle dont sa sensibilité le rapproche,.
À son retour en Belgique en 1860, il travailla surtout dans la périphérie gantoise.

## Œuvre
Pour la peinture belge de paysage, Xavier De Cock fut plutôt un artiste de transition entre romantisme et réalisme. Ses paysages sont effectivement basés sur l’observation de la réalité, mais leur composition est toutefois relativement conventionnelle. 

### Réception critique
Le critique d'art Bourgeat notera « César est à Corot ce que Xavier est à Daubigny ». Le premier est plus fin, plus poète que le second et celui-ci se montre plus ferme, plus chaud, plus vigoureux que l'autre. Edmond About dira que Daubigny et Corot doivent voir dans César et Xavier De Cock « non des copistes mais des compagnons de combat inspirés ».
Nombre de ses œuvres sont conservées dans les musées belges de Gand, Courtrai, Liège, Bruxelles et Deinze avec notamment Vaches traversant la Lys. Il quitte la France pour s'installer à Deurle et à Saint-Denis-Westrem. Il est considéré comme l'un des précurseurs de l'École de Laethem-Saint-Martin.
- Bruxelles : (Musée des beaux-arts)
  - Vaches revenant du pâturage
- Courtrai :  
  - Vaches traversant la Lys
- Musée des Beaux-Arts de Gand :
  - La Meerstraat à Gand, 1862, huile sur toile, 148 × 228 cm[2]
- Liège :
  - Paysages avec moutons et figures.
- Lille :
  - Un fourré
- Montpellier (Musée Fabre) :
  - Vaches à l'abreuvoir
- Ainsi que dans les musées de Gand et de Deinze (Musée de Deinze et du Pays de la Lys)